# 1961 en aéronautique
Chronologie de l'aéronautique
- 1957
- 1958
- 1959
- 1960
- 1961
- 1962
- 1963
- 1964
- 1965

Cet article présente les faits marquants de l'année 1961 en aéronautique.

## Événements

### Janvier
- 24 janvier : Écrasement d'un B-52 à Goldsboro

### Février
- 1er février : lancement réussi de Minuteman, premier missile balistique intercontinental américain à carburant solide.
- 15 février : catastrophe aérienne du vol 548 Sabena.
- 24 février : inauguration par de Gaulle des nouveaux bâtiments de l'aéroport d’Orly-Sud.

### Mars
- 28 mars : création de la compagnie aérienne Air Afrique.
- 30 mars : record de vitesse de l'avion North American X-15 à 4 265 km/h.

### Avril
- 28 avril : le colonel russe Gueorgui Mossolov établit un nouveau record du monde d'altitude en avion à 34 714 m aux commandes d'un Mikoyan-Gourevitch Ye-66[1].

### Mai
- 2 mai : premier vol de l'avion suisse Pilatus Aircraft PC-6A Turbo Porter, version turbopropulsée du PC-6.
- 26 mai : premier vol du Canadair CF-104 Starfighter.

### Juin
- 3 juin :le Salon International de l’Aéronautique au Bourget est endeuillé, un accident d'avion faisant trois morts. Le pilote Elmer E. Murphy, le radariste David Dickenson et le navigateur Eugene Moses ont trouvé la mort dans le crash de leur bombardier supersonique B-58A Hustler[2].

- 21 juin : premier vol de l'ATL-98 Carvair, conversion du Douglas DC-4.

### Juillet
- 31 juillet : 
  - ouverture de l’aéroport de Venise-Tessera.
  - une des toutes premières tentatives de détournement d'avion au sol aux États-Unis a eu lieu à bord d'un Douglas DC-3 du vol 327 de Pacific Air Lines à l'aéroport de Chico (Californie). Le pilote et un agent de billetterie ont été grièvement blessés, le premier étant devenu aveugle ; l'agresseur a ensuite été maîtrisé par le copilote et les passagers alors que l'appareil est resté au sol[3].

### Septembre
- 14 septembre : Deux F-84 ouest-allemands pénètrent accidentellement en Allemagne de l'Est.
- 18 septembre : Accident du DC-6 des Nations Unies à Ndola entrainant la mort des 16 personnes à bord dont le secrétaire général des Nations unies Dag Hammarskjöld.
- 21 septembre : premier vol de l'hélicoptère bi-rotor américain CH-47 Chinook.

### Octobre
- 21 octobre : premier vol de l'avion Breguet Atlantic.

### Novembre
- 22 novembre : nouveau record du monde de vitesse établi par le lieutenant-colonel Robert B. Robinson à bord d'un F4H-1F Phantom II, il atteint la vitesse de 2 585,4 km/h[4].